# Communications Chemistry
Communications Chemistry è una rivista scientifica ad accesso aperto e sottoposta a revisione paritaria, che si occupa di chimica. Fondata nel 2018, è pubblicata dalla casa editrice Nature Portfolio.
La caporedattrice è Victoria Richards. Communications Chemistry è stata creata come rivista specialistica affiliata a Nature Communications e come gemella di Communications Biology e Communications Physics.

## Indicizzazione
Gli abstract e gli articoli sono indicizzati dai seguenti database bibliografici:
- Chemical Abstracts Service (CAS);
- Current Contents/Physical, Chemical and Earth Sciences;
- Journal Citation Reports/Science Edition
- Science Citation Index;
- Scopus.

Secondo il Journal Citation Reports, nel 2022 la rivista ha ricevuto un fattore di impatto pari a 5.9, che la collocava al 51º posto su 178 riviste nella categoria "Chimica, multidisciplinare".